# گلن ریج برو، نیوجرسی
گلن ریج برو (به انگلیسی: Glen Ridge Borough) شهری در ایالت نیوجرسی کشور ایالات متحده آمریکا است که جمعیت آن در سرشماری سال ۲۰۱۰ میلادی، ۷٬۵۲۷ نفر بوده‌است.